# 水富站
水富站，位于中华人民共和国云南省昭通市水富县向家坝镇重庆路，是内昆铁路上的火车站，建于2002年4月，由成都局集团宜宾车务段管辖，现办理客运，货运业务。
水富站位于内昆铁路K143+180处，候车室面积450平方米，设站台1个、正线1条、到发线4条、货物线2条、衔接专用线2条。